# Сільхоз (Мисківський міський округ)
Сільхо́з (рос. Сельхоз) — селище у складі Мисківського міського округу Кемеровської області, Росія.
Стара назва — Огородне.

## Населення
Населення — 1 особа (2010; 4 у 2002).
Національний склад (станом на 2002 рік):
- росіяни — 75 %